# Korczyna (województwo małopolskie)
Korczyna – wieś w Polsce, położona w województwie małopolskim, w powiecie gorlickim, w gminie Biecz.
W latach 1975–1998 miejscowość administracyjnie należała do województwa krośnieńskiego.
| 0344952 | Gawrony     | część wsi |
| 0344969 | Kabanka     | część wsi |
| 0344975 | Koło Rzeki  | część wsi |
| 0344981 | Nowa Wieś   | część wsi |
| 0344998 | Podwójtowie | część wsi |
| 0345006 | Załawie     | część wsi |

Wieś zajmuje powierzchnię 420 ha, posiada kanalizację oraz 2 własne wodociągi. Przez Korczynę biegnie droga powiatowa, kursują autobusy PKS, MKS. Znajduje się tu szkoła podstawowa, przedszkole, dom strażaka oraz Sala Królestwa zboru Świadków Jehowy. W Korczynie działa ochotnicza straż pożarna, koło gospodyń wiejskich oraz kółko rolnicze.
W Korczynie znajduje się Fundacja Polska Akademia Zoopsychologii i Animaloterapii powstała 15 lutego 2008 r. 
Na terenie Korczyny znajdują się liczne punkty widokowe, z których rozlega się panorama na Gorlice oraz Biecz.

W XVI wieku na terenie Korczyny była kopalnia ałunu.
Latem 2006 roku rzeka Ropa wystąpiła z brzegów, co spowodowało duże straty w rolnictwie.